# Edgardo Lander
Edgardo Lander es un sociólogo venezolano, profesor en la Universidad Central de Venezuela e investigador asociado del Transnational Institute.

## Carrera
Edgardo Lander es profesor-investigador en el Departamento de Estudios Latinoamericanos en la Escuela de Sociología. Él es un consultor de la comisión Venezolana de negociación del Área de Libre Comercio de las Américas. Trabaja en la Facultad de Económicas y Ciencias Sociales, y miembro del Consejo Editorial del Diario Venezolano de Economía y Ciencias Sociales, Universidad Central de Venezuela.
Lander fue uno de los organizadores del Foro Social Mundial de 2006, que tuvo lugar en Caracas.
Lander apoyó críticamente el Gobierno de Hugo Chávez. Ha criticado la dependencia económica de las exportaciones de petróleo en Venezuela, así como también el apoyo acrítico de ciertos sectores de la izquierda mundial hacia el chavismo.
Formó parte activa del Grupo modernidad/colonialidad, junto con otros académicos latinoamericanos como Enrique Dussel, Walter Mignolo, Aníbal Quijano, Santiago Castro-Gómez y Arturo Escobar.

## Publicaciones seleccionadas
- Contribución a la crítica del marxismo realmente existente: verdad, ciencia y tecnología (1990)
- Modernidad y Universalismo. Pensamiento crítico: un diálogo interregional (editor, 1991) ISBN 9789803170028[6]
- Neoliberalismo, sociedad civil y democracia. Ensayos sobre América Latina y Venezuela (1995)
- La democracia en las ciencias sociales latinoamericanas contemporánea (1997)
- La colonialidad del saber: Eurocentrismo y ciencias sociales. Perspectivas latinoamericanas (compilador, 2000) ISBN 9509231517[7]
- Promesas en su laberinto: cambios y continuidades en los gobiernos progresistas de América Latina (Promesas: cambios y continuidades en los gobiernos progresistas de América latina) (et al, 2013)[8]
- Crisis civilizatoria. Experiencias de los gobiernos progresistas y debates en la izquierda latinoamericana (2020) ISBN 978-3-8376-4889-8